# Great Oakley
Great Oakley is een civil parish in het bestuurlijke gebied Tendring, in het Engelse graafschap Essex.